# قوشاکند
قوشاکند (به لاتین: Qoşakənd، پیش‌تر نریمان‌کند Nərimankənd) یک منطقه مسکونی در جمهوری آذربایجان است که در شهرستان اسماعیل‌لی واقع شده‌است. قوشاکند ۶۲۴ نفر جمعیت دارد. در دوره اتحاد جماهیر شوروی، به افتخار انقلابی آذری نریمان نریمانف تغییر نام داد.